# 新西班牙 (阿斯图里亚斯)
《新西班牙》（西班牙語：La Nueva España）是在西班牙北部阿斯图里亚斯自治区的一份报纸，总部在奥维耶多。

## 历史
新西班牙于1936年12月19日开始发行，当时的名叫西班牙长枪党报（西班牙語：Diario de la Falange Española de las J.O.N.S.）。